# Храброво (городской округ Озёры)
Храброво — деревня в городском округе Озёры Московской области России.
Относится к сельскому поселению Клишинское, до муниципальной реформы 2006 года — деревня Дулебинского сельского округа. Население — 13 чел. (2015).

## География
Расположена в южной части района, примерно в 7 км к юго-западу от центра города Озёры, на правом берегу впадающей в Большую Смедову реки Любинки (бассейн Оки). В деревне две улицы — Лесная и Овражная. Ближайший населённый пункт — деревня Фофаново.

## Исторические сведения
В «Списке населённых мест» 1862 года Хараброво — владельческое сельцо 2-го стана Каширского уезда Тульской губернии по левую сторону Зарайской большой дороги (с севера на юг), в 25 верстах от уездного города, при речке Любеньке, с 16 дворами и 170 жителями (87 мужчин, 83 женщины).
Постановлением президиума Каширского уездного исполнительного комитета 4 апреля 1923 года Каширский уезд включён в состав Московской губернии.
По материалам Всесоюзной переписи населения 1926 года — центр Храбровского сельсовета Богатищевской волости Каширского уезда, проживал 191 житель (92 мужчины, 99 женщин), насчитывалось 39 крестьянских хозяйств.

## Население
| 1859 | 1926 | 2002 | 2006 | 2010 | 2015 |
| ---- | ---- | ---- | ---- | ---- | ---- |
| 170  | ↗191 | ↘1   | →1   | ↗8   | ↗13  |